# Tagebuch der Geliebten

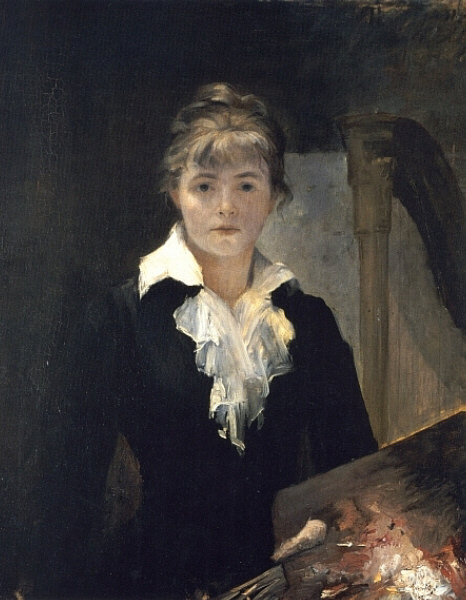
Die reale Marie Bashkirtseff in einem Selbstporträt (1880)

Tagebuch der Geliebten ist ein österreichischer Musik- und Liebesfilm aus dem Jahre 1935 von Hermann Kosterlitz. Die Titelrolle der Maria Bashkirtseff spielte die Ungarin Lili Darvas, ihr Geliebter, der bedeutende Schriftsteller Guy de Maupassant, wurde von Hans Jaray dargestellt. Im Vorspann des Filmes wird darauf hingewiesen, dass es sich hierbei um eine fiktive Geschichte handele und man sich nicht an historischen Vorgängen und Fakten orientiere.

## Handlung
Erzählt wird die Geschichte anhand der Tagebucheinträge Maria Bashkirtseffs. Die lebenslustige, junge Russin lebt Anfang der 1880er Jahre in Paris und ist eine extrem ehrgeizige Nachwuchsmalerin. Ihr engster Vertrauter und väterlicher Freund ist der gutmütige, papahafte Dr. Walitzky. Ihr finsterer und stets sehr ernster Lehrmeister Bassieux unterrichtet Maria und macht ihr einen Heiratsantrag, den sie jedoch ablehnt, weil sie sich ganz auf ihre Kunst konzentrierten will. Marias Mutter hat dafür kein Verständnis, Maria solle sich lieber gut vermählen. Als sie auf der Suche nach Motiven durch die Stadt streift und beim Malen eines kleinen Jungen von einer Diebesbande bestohlen und bedroht wird, lernt sie als Retter in der Not den jungen Schriftsteller Guy de Maupassant kennen, den sie zunächst für einen Pferdehändler hält – einen Irrtum, den der gefeierte Schriftsteller zum eigenen Amüsement zunächst nicht aufklärt. Nach anfänglichen verbalen Kabbeleien beginnen die beiden jungen Leute rasch Gefallen aneinander zu finden – ganz zum Verdruss von Bassieux, der bereits einmal mit Maupassant aneinandergeraten ist und wegen der Zurückweisung durch Maria immer mürrischer wird.
Auch Maupassant hat einigen Ärger am Hals: eine hartnäckige Verehrerin, die junge Jenny, erweist sich als äußerst anhänglich und schießt in einem Anfall von Eifersucht auf ihn. Dr. Walitzky kümmert sich um die Streifschusswunde an Maupassants rechter Hand. Maria ist an seiner Seite und will ebenfalls helfen. Eine alte Wahrsagerin, die Maria und Guy in einem Lokal begegnen, macht nebulöse Andeutungen, die für die Zukunft der beiden nichts Gutes verheißt. Bald verschlechtert sich Marias Gesundheit stetig. Sie beginnt häufig zu husten und bekommt Ohnmachtsanfälle. Dr. Walitzky macht sich ernsthaft Sorgen. Auf einem Ball plant Bassieux, sich an seinem Rivalen um die Gunst Marias, Maupassant, zu rächen. Doch der gleichfalls anwesende Dr. Walitzky fängt ihn vorher ab und klärt Bassieux darüber auf, dass beider Schützling schwer lungenkrank ist. Daraufhin lässt Bassieux von seinem finsteren Plan ab.
Maria hat dieses Gespräch zufällig mitgehört und will nun nicht mehr mit de Maupassant zusammen sein, um diesen nicht an eine Sterbenskranke zu binden. Der versteht die Welt nicht mehr, als Maria Bashkirtseff ihm auf einmal die kalte Schulter zeigt. Sie lügt de Maupassant vor, dass ihr der Ehrgeiz der „hohen Kunst“ zuliebe wichtiger sei als ihre Gefühle für ihn. Gekränkt geht de Maupassant fort. Als Maria gerade zwei kleine Jungs malt, bricht sie zusammen. In seiner Verzweiflung eilt Dr. Walitzky zu Bassieux und bittet ihn, bei der Erfüllung von Marias letztem Wunsch zu helfen: Guy de Maupassant, der seit einigen Tagen abgetaucht ist, zu finden und ihn ans Sterbebett Marias zu geleiten. Dort kommt es zwischen der moribunden Malerin und dem eitlen Dichterfürsten schließlich zur Versöhnung. Maupassant hat auch die Goldene Medaille dabei, die soeben Bassieux für sein künstlerisches Schaffen verliehen wurde. Im Auftrag Bassieuxs sagt de Maupassant der Sterbenden, dass man ihr die Medaille verliehen habe. Maria Bashkirtseffs letzte Worte an Guy de Maupassant sind: „Ich hab nie aufgehört, dich zu lieben“.

## Produktionsnotizen
Tagebuch der Geliebten ist einer der letzten Emigrantenfilme in Österreich, ehe sich die dortige Filmindustrie dem Druck des nationalsozialistischen Deutschlands unterwerfen musste und keine jüdischen Filmschaffende mehr beschäftigte. Der Film ermöglichte der ungarischen Bühnenkünstlerin Lili Darvas ihre erste Tonfilmhauptrolle.
Die Dreharbeiten begannen am 29. Juli 1935 im Wiener Tobis-Sascha-Atelier. Der Achtakter wurde am 4. Oktober 1935 in mehreren Wiener Kinos gestartet. In Deutschland wurde der Film wegen der starken jüdischen Beteiligung mit Aufführungsverbot belegt.
Die Texte zu Paul Abrahams Musik schrieb Fritz Rotter. Artur Berger entwarf die Filmbauten, die Ausstattung besorgte Franz Meschkan. Kostümbildner Ladislaus Czettel zeichnete für die umfangreichen, historischen Roben und Gewänder verantwortlich. Herbert Janeczka und Alfred Norkus sorgten für den Ton. Arthur Gottlein war einer von drei Aufnahmeleitern und diente überdies als Regieassistent. Hans Heinz Theyer wirkte unter Willy Goldbergers Chefkamera als einfacher Kameramann, Zoltan Vidor war Kameraassistent. André Zsoldos übernahm die Produktionsleitung.
Von diesem Film wurde auch eine italienische Fassung namens Il diario di una donna mit Isa Miranda in der Titelrolle der Bashkirtseff und erneut Hans Jaray als Maupassant hergestellt.
Folgende Musiktitel wurden gespielt:
- Heimat, du bleibst meine Sehnsucht
- In Paris sind die Frau‘n ein Erlebnis
- Und was sagt Monsieur Gaston dazu?

Diese Titel erschienen im Sirius-Verlag, Wien.

## Kritiken
Die Österreichische Filmzeitung sah in ihrer Ausgabe vom 11. Oktober 1935 in Tagebuch der Geliebten eine „lebensvolle Inszenierung des in größter Aufmachung hergestellten Films“.
Paimann’s Filmlisten resümierte: „Lange, vorbereitende Exposition, bis der in seinen psychologischen Voraussetzungen trotzdem nicht voll überzeugende, aber wirksame Konflikt einsetzt … geschmackvolle Regie, welche die Darvas ihre Partie virtuos spielen läßt, während ihre Partner mehr mit ihren Rollen eins werden.“
film.at verortete in dem Film „Schicksalhafte Schatten, plüschbeladene Interieurs, kostbarer Brokat“ und fand überdies: „Nie wieder wurde eine »unsterbliche Liebe« im österreichischen Film so selbstverständlich, so zärtlich-intim dargestellt wie hier.“